# メヌエット (山崎まさよしの曲)
「メヌエット」は、山崎まさよし通算19枚目のシングル。2005年4月13日発売。発売元はユニバーサルミュージック。

## 解説
- PlayStation 2用専用ゲームソフト『ロマンシング サガ -ミンストレルソング-』 テーマソングとして、ゲームの世界観をイメージして製作された。
- 初回生産分のみ、山崎まさよし特製スクリーンセーバーがCDからダウンロードできる。
- カップリング曲は、「メヌエット」のアコースティック・バージョン。同一曲（バージョン違い含む）が収録された初めてのケースとなる。
- ミュージック・ビデオが製作された。7thアルバム『ADDRESS』（2006年6月28日）の初回限定盤DVDで初めて商品化された。
- ライブ音源が3枚目のライブCD『WITH STRINGS』（2006年3月29日）に収録されたほか、同アルバムの初回限定盤DVDには、ライブ映像も収録されている。
- 初回盤のCDジャケット写真は、ファンクラブ会員が選ぶ「好きなジャケット写真～シングル部門」の4位を獲得した（会報第127号）。

## 収録曲
1. メヌエット　（4:49）
PlayStation 2用専用ゲームソフト「ロマンシング サガ -ミンストレルソング-」テーマソング
2. メヌエット（Acoustic Version）　（4:43）
3. メヌエット（Original Karaoke）

- 全作詞・作曲・編曲: 山崎将義

## 収録作品
- メヌエット （Single Version）
※アルバム未収録
- メヌエット （Acoustic Version）
※アルバム未収録
- メヌエット （Live Version）
  - WITH STRINGS
- メヌエット （Album Mix）
  - ADDRESS　（7th アルバム）